# The Platinum's on the Wall
The Platinum's on the Wall (Tạm dịch: Đĩa Bạch kim trên Tường) là DVD năm 2001 gồm những video xuất sắc của nhóm từ hai album phòng thu là Destiny's Child và The Writing's on the Wall. Với hơn 50,000 bản được tiêu thụ, hiệp hội Recording Industry Association of America đã trao cho The Platinum's on the Wall một đĩa Vàng.

## Danh sách ca khúc
1. "No, No, No Part 1"
2. "No, No, No Part 2" (cùng Wyclef Jean)
3. "Bills, Bills, Bills"
4. "Bug a Boo"
5. "Say My Name"
6. "Jumpin', Jumpin' (So So Def Remix)" (có sự tham gia của Jermaine Dupri, Lil Bow Wow & Da Brat)
Video tặng kèm
7. "Independent Women Part 1" (Trực tiếp tại giải The BRITs 2001)

- Một đoạn mở đầu 40 giây gồm hai ca khúc "Hey Ladies" và "Bug a Boo" từ album "The Writing's On The Wall" trong DVD, hai ca khúc này được ghép lại từ nhiều video chứ không phải chỉ có nhạc.
- Ca khúc thứ 7 chỉ được kèm theo trong phiên bản tại Úc, Nhật Bản, và Anh.